# Goldafter

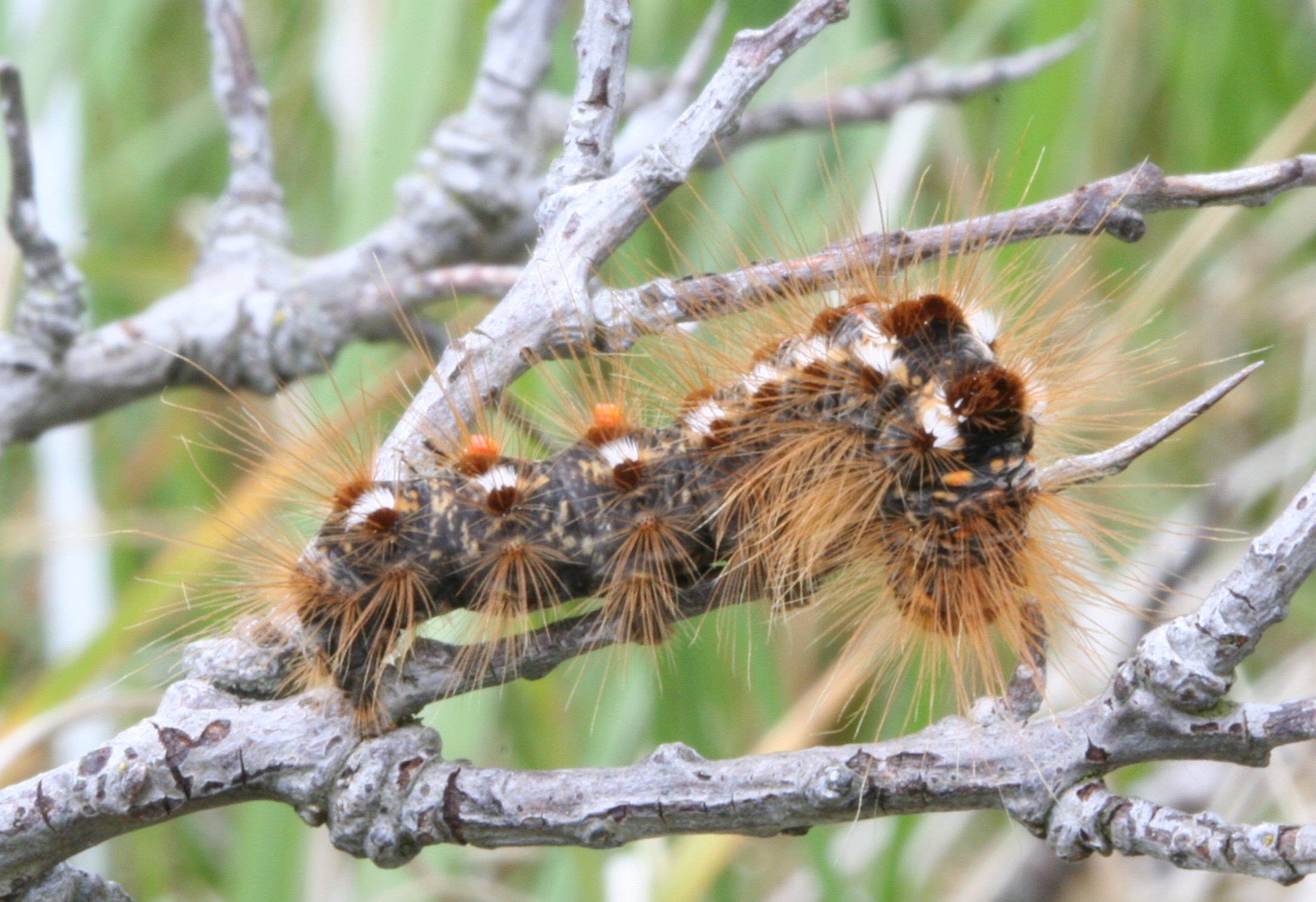
Raupe

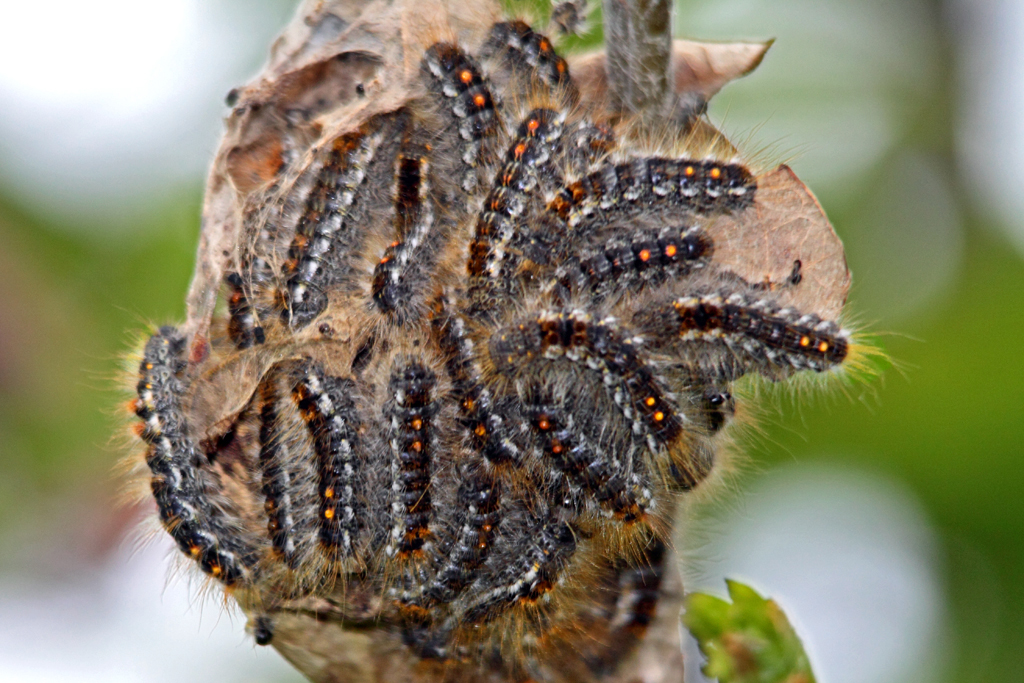
Raupen am Gespinst

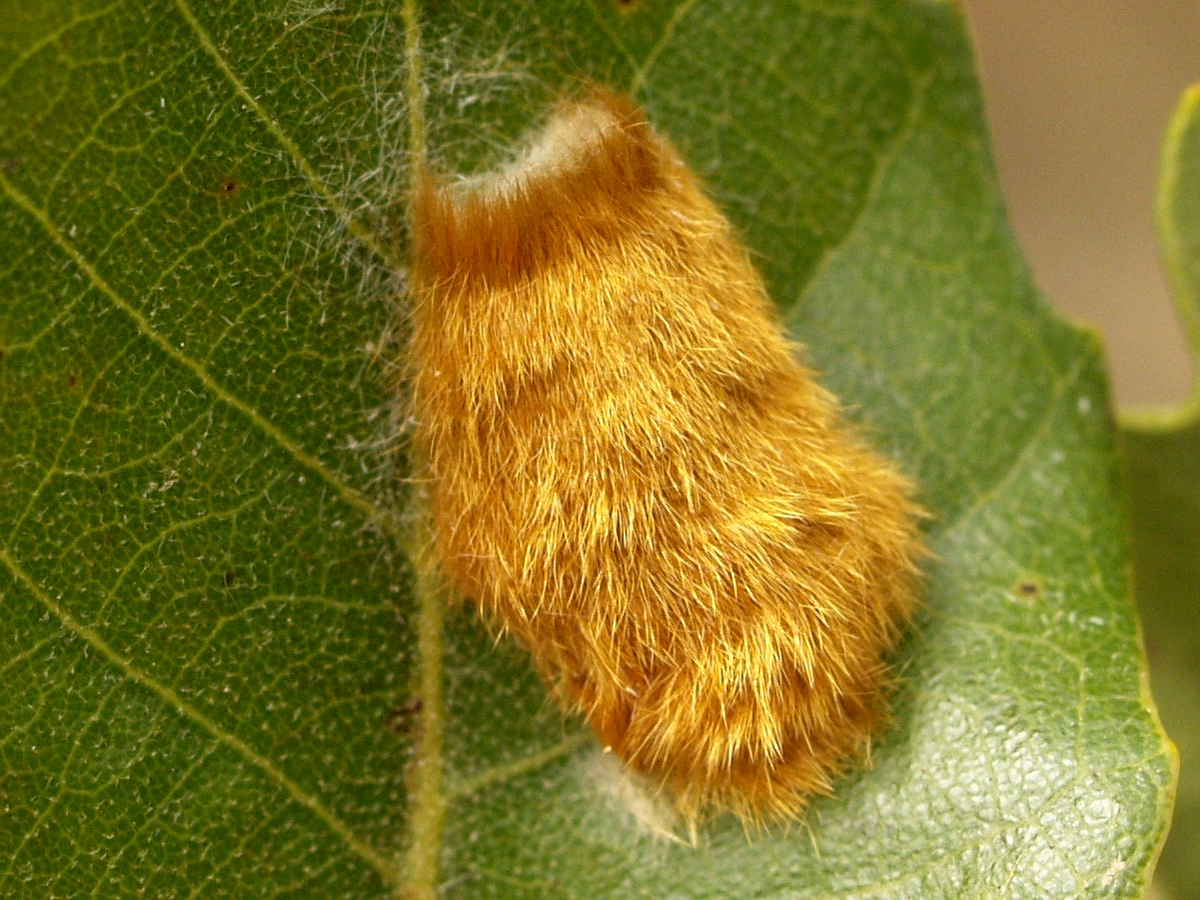
Eier bedeckt mit Afterwolle

Der Goldafter (Euproctis chrysorrhoea) ist ein Schmetterling (Nachtfalter) aus der Unterfamilie der Trägspinner (Lymantriinae) innerhalb der Familie der Erebidae.

## Merkmale
Der Goldafter erreicht eine Flügelspannweite von etwa 30 bis 35 Millimetern und ist damit deutlich größer als der ihm ähnliche Schwan (Euproctis similis). Am besten unterscheiden sich die beiden Trägspinner durch die Ausdehnung des gelben Bereichs am Hinterleib (Afterbusch). Die Männchen weisen am Hinterleib ein rostrotes Ende auf, während die Weibchen einen breiteren rostfarbenen Bereich zeigen. Manche Individuen haben zusätzlich noch gelbbraune Borsten am Hinterleib. Die Oberseite beider Flügelpaare ist weiß ohne den schwarzen Fleck, den der Schwan aufweist.

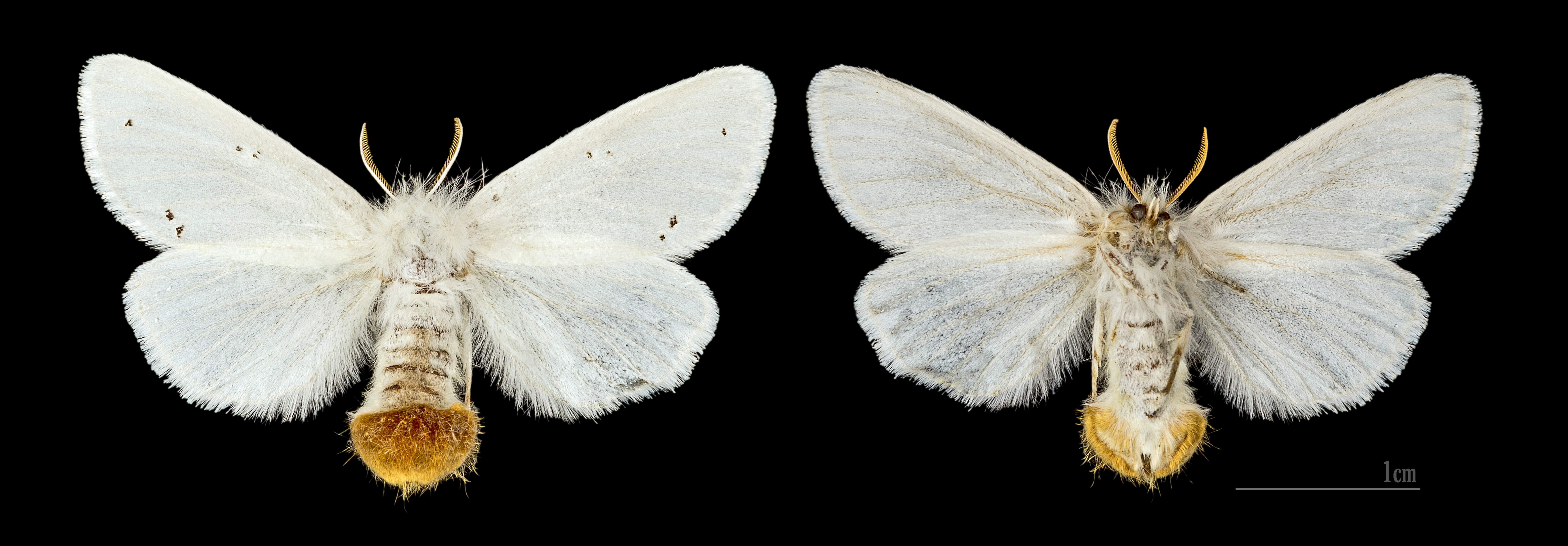
♀
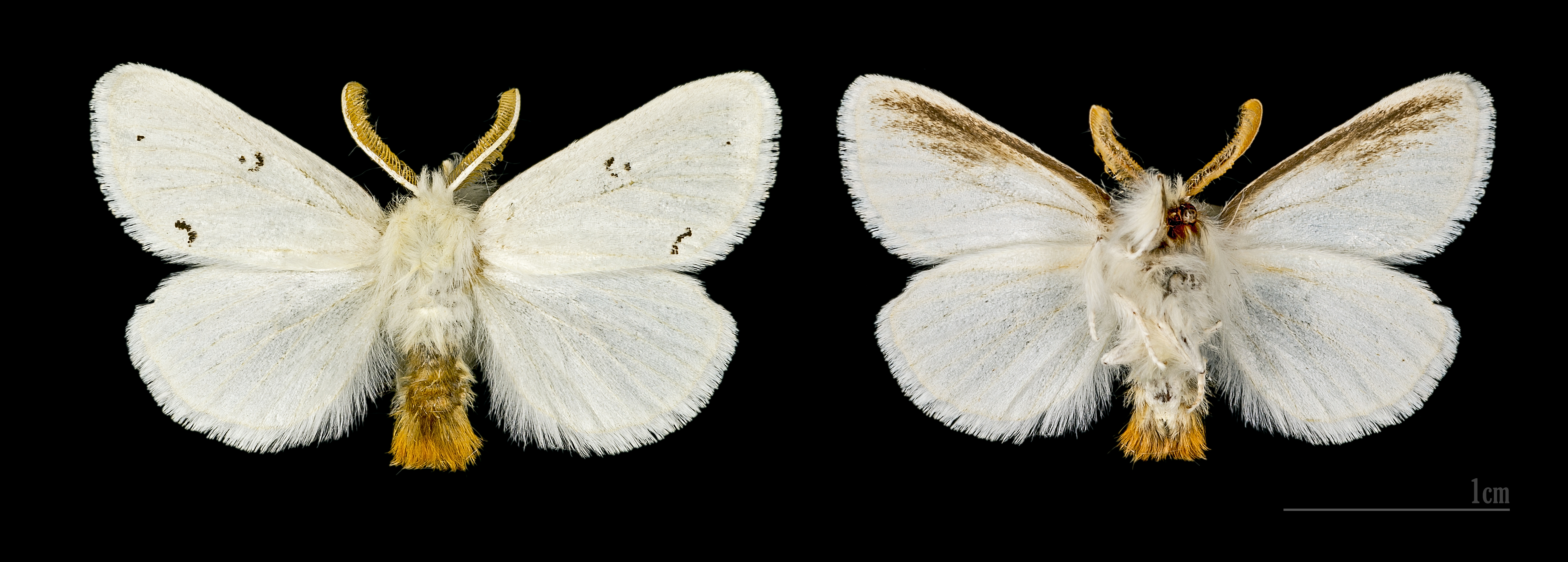
♂

### Ähnliche Arten
- Schwan (Euproctis similis)
- Amerikanischer Webebär (Hyphantria cunea)
- Schmalflügeliger Fleckleibbär (Spilosoma urticae)

## Verbreitung
Man findet diese Art in ganz Europa, im Norden bis Mittelschweden und Südfinnland. Weiterhin im südwestlichen Mittelmeerraum, auf der Iberischen Halbinsel und bis Russland im Osten. In Nordamerika wurde die Art vor etwa 100 Jahren eingeschleppt.

## Lebensraum
Die wichtigsten Biotope sind heute Parkanlagen und Obstgärten. Früher waren lichte Laubmischwälder das Heim des Goldafters.

## Lebensweise
Das Weibchen legt ca. 200 Eier auf einen Haufen und verteilt zum Schutz vor Fressfeinden dann die Haare ihres Hinterleibes darauf. Das Gelege sieht nun aus wie ein Baumschwamm und wird daher nicht sofort von Vögeln entdeckt.
Von September bis Juni findet man die Raupen, die direkt nach dem Schlüpfen noch einige Zeit beisammenbleiben. Im Sommer weben sie Blätter mit einem 8 bis 10 Zentimeter großen, weißen, filzartigen Gespinst zusammen. Selbst nach dem frühjährlichen Schlüpfen kommen die Tiere immer wieder nach dem Fressen zu diesem Gespinst. Beim Fressen sondert diese Art Spinnfäden ab.
Die Raupen sind etwa 35 bis 40 Millimeter lang, grauschwarz gefärbt, mit einer rot-weißen Zeichnung versehen und besitzen eine lange Behaarung. Sie ernähren sich meist von Laubhölzern wie Eichen, Kirsch-, Pflaumen-, Apfel- und Birnbäumen.
Die Raupen überwintern gesellig in einem Winternest.

## Flugzeiten
Die Tiere fliegen von Ende Juni bis Anfang August.

## Schadwirkung
Die Art bevorzugt Bäume und Sträucher in der offenen Landschaft, Alleebäume, Solitärbäume sowie Obstbäume in Gärten und Streuobstwiesen. Oftmals kommt es zum Kahlfraß, so dass der Goldafter als Schädling angesehen wird. Eine Bekämpfung ist möglich durch das Abtrennen der Überwinterungsgespinste nach dem Laubfall oder Besprühen der Blätter mit Bacillus thuringiensis-Präparaten oder Neem-Präparaten im Jungraupenstadium, bevor die Gespinste dicht gesponnen werden.